# Petr Pavel
Petr Pavel (prononcé : /ˈpɛtr̩ ˈpavɛl/), né le 1er novembre 1961 à Planá (Tchécoslovaquie), est un militaire et homme d'État tchèque, président de la République depuis le 9 mars 2023.
Général d'armée, il est chef de l'État-Major général tchèque entre 2012 et 2015, puis président du comité militaire de l'Organisation du traité de l'Atlantique nord (OTAN) de 2015 à 2018.
Membre du Parti communiste tchécoslovaque dans les années 1980, il se présente à l'élection présidentielle tchèque de 2023 avec le soutien de la coalition de centre droit Ensemble. Il l’emporte au second tour face à Andrej Babiš.
Ses prises de position sont résolument europhiles et atlantistes.

## Situation personnelle

### Enfance et formation
Né le 1er novembre 1961, Petr Pavel effectue ses études dans un lycée et une université militaires en Tchécoslovaquie. Après la révolution de Velours, il a participé à des programmes d'études au Defense Intelligence College à Bethesda, au Staff College à Camberley et au Royal College of Defence Studies à Londres. Il est également diplômé du King's College de Londres.

### Vie privée et familiale
Après un premier mariage lors duquel il a deux fils entre 1986 et 2001, Petr Pavel épouse en 2004 Eva Zelená, également militaire.
Outre sa langue maternelle, Pavel parle anglais, français et russe.

## Carrière militaire

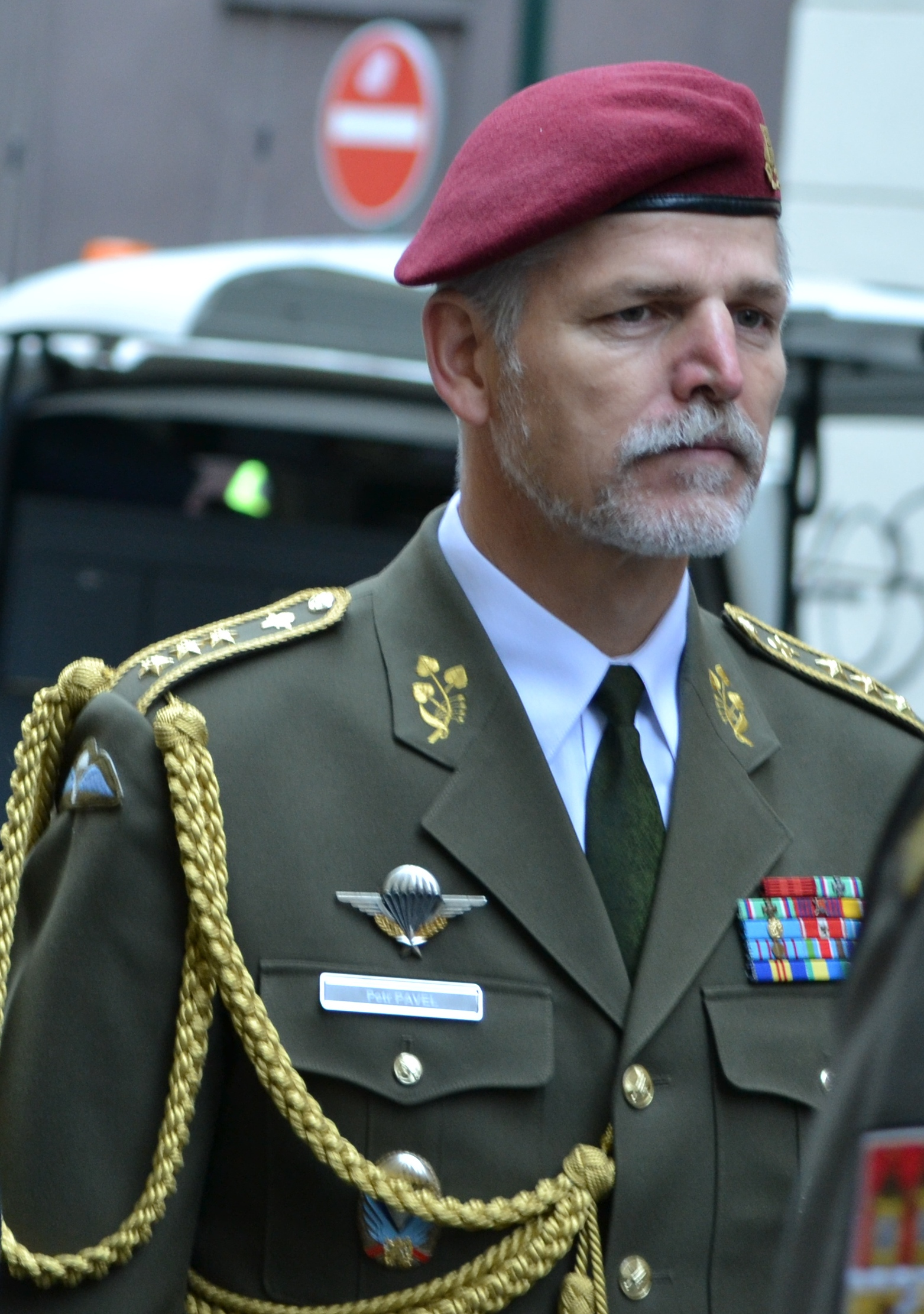
Petr Pavel en 2012.

### Débuts
Après avoir adhéré au Parti communiste tchécoslovaque (KSČ) au milieu des années 1980, Petr Pavel mène une ascension rapide au sein de l'armée et quitte le parti à la suite de la révolution de 1989. Par la suite, il a coopéré avec des dissidents et a parlé de son adhésion au KSČ comme « d'une erreur », qu'il a expiée en servant la cause démocratique.

### Au sein de l'OTAN

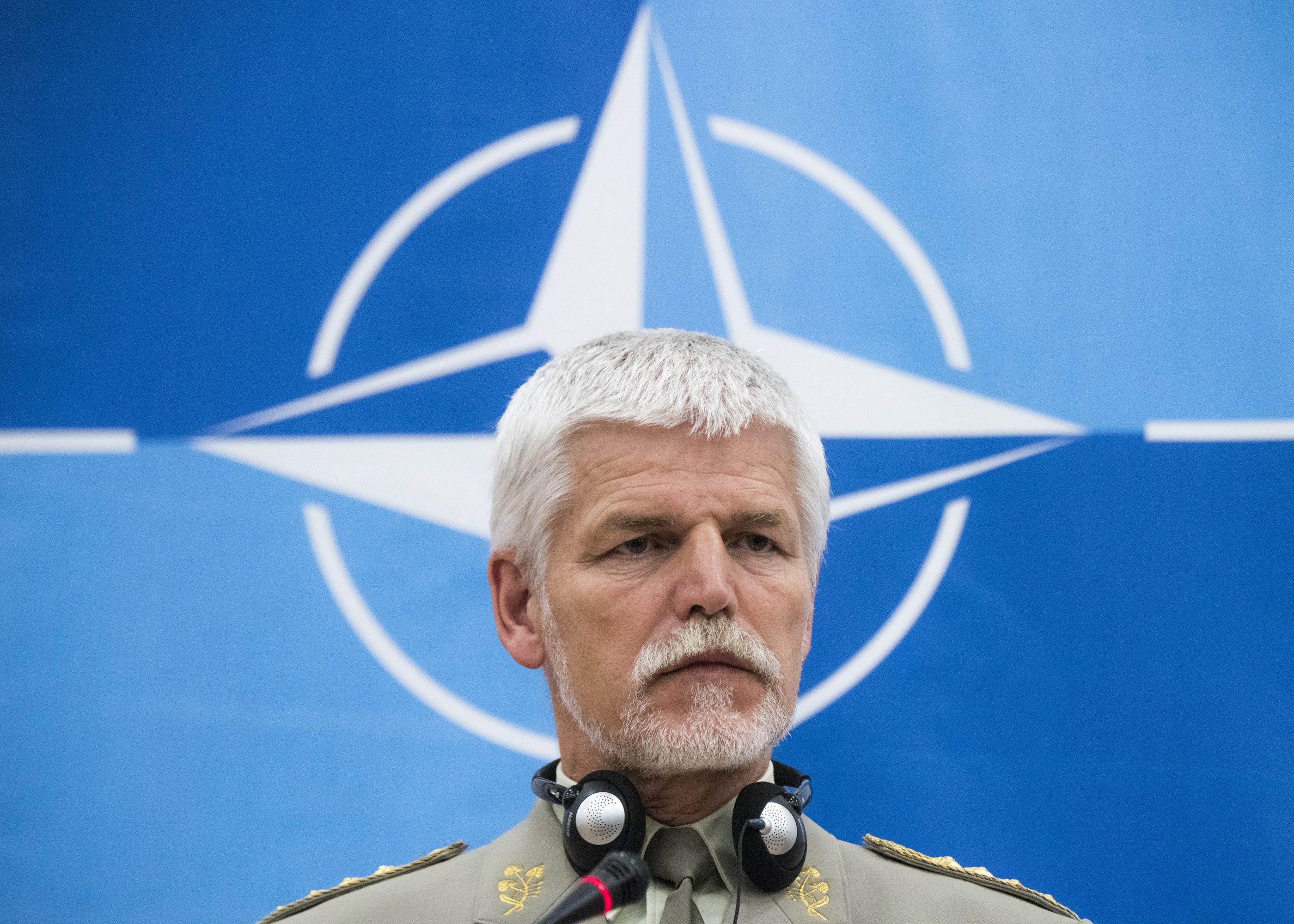
Petr Pavel en 2017.

Parachutiste, il prend part aux guerres de Yougoslavie. En janvier 1993, alors qu'il est lieutenant-colonel, son unité est amenée à participer à l'évacuation de soldats français de la Force de protection des Nations unies d'une zone de guerre serbo-croate (base de Karin) ; deux morts et plusieurs blessés sont cependant à déplorer.
Après avoir été chef de l’état-major tchèque, il exerce de 2015 à 2018 la fonction de président du comité militaire de l’OTAN.

## Parcours politique

### Élection présidentielle de 2023

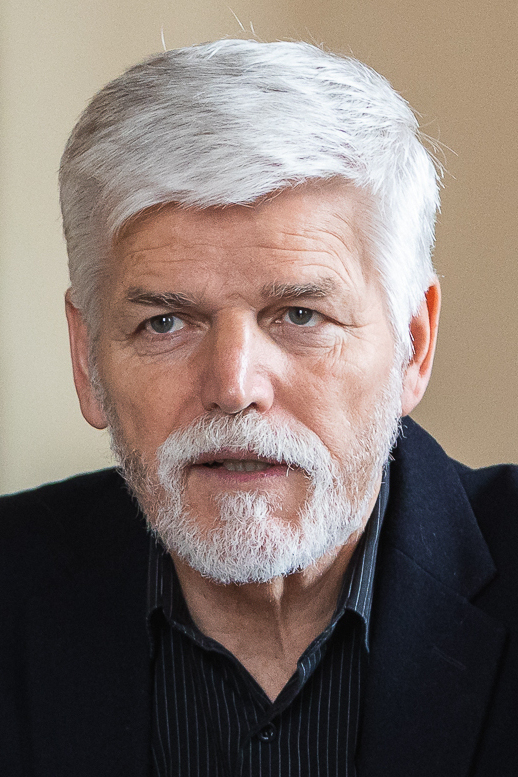
Petr Pavel en 2023

Petr Pavel est candidat à l'élection présidentielle tchèque de 2023, où sa candidature indépendante bénéficie du soutien de la coalition de centre droit Ensemble (ODS, KDU-ČSL et TOP 09), principale composante du gouvernement Fiala.
Il met en avant son expérience militaire, un thème qui résonne auprès des électeurs en pleine invasion de l'Ukraine par la Russie, dans le cadre de laquelle il prône des livraisons d'armes « sans limites » à Kiev. Le candidat s'appuie sur son passé pour se présenter comme « l'homme de la situation », diffusant dans ses spots de campagne des témoignages de soldats français sauvés lors de l'évacuation de la base de Karin.

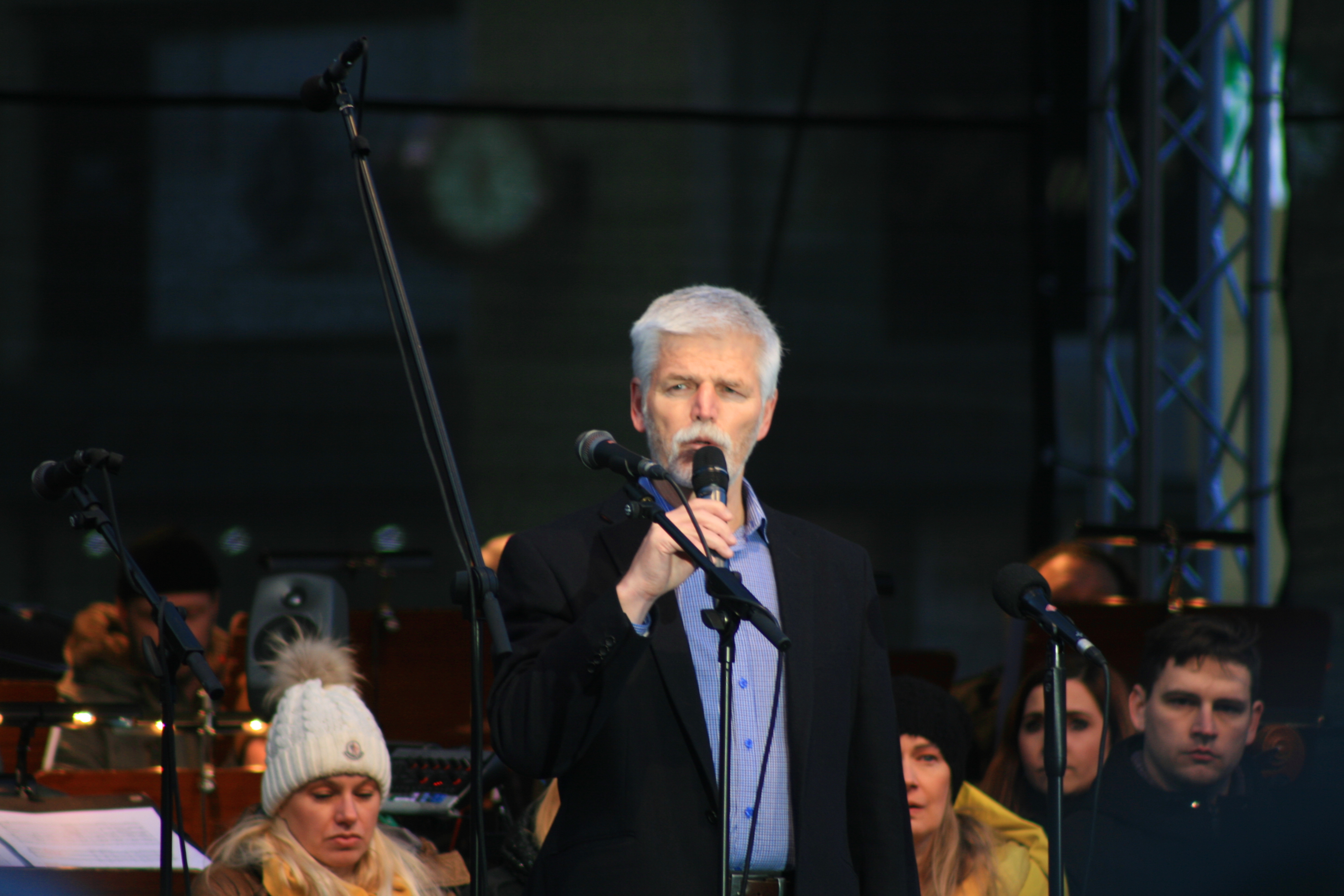
Petr Pavel lors d'un rassemblement en 2022.

Néanmoins, son passé militaire se révèle aussi un point faible. Petr Pavel se voit en effet reprocher ses activités dans l'armée du temps de la République socialiste tchécoslovaque, avant le retour de la démocratie en 1989. Alors âgé d'une trentaine d'années, il avait donné des cours de renseignement militaire au profit de l’État de l'époque, placé sous l'égide du parti communiste,. Lui sont également reprochés son manque d'expérience politique et la faiblesse de son programme.
Le 14 janvier 2023, il arrive de justesse en première position du premier tour (35,4 %), se qualifiant pour le second tour face à l'ancien président du gouvernement libéral-conservateur et populiste Andrej Babiš (ANO 2011, 35,0 %). Le 28 janvier, après avoir bénéficié de bons reports de voix des candidats éliminés au premier tour et de scores élevés dans les zones urbaines, il est élu président de la République avec 58,3 % des suffrages exprimés face à Babiš.

### Président de la République
Petr Pavel devient président de la République le 9 mars 2023. Il succède au populiste Miloš Zeman, premier chef de l'État élu au suffrage universel direct dans le pays (2013-2023).
Petr Pavel rencontre le 14e dalaï-lama le 27 juillet 2025 en Inde et plaide en faveur de l'approche de la voie médiane, provoquant la critique de la Chine.

## Prises de position
Depuis ses débuts actifs en politique, Petr Pavel appelle à renforcer les liens de la Tchéquie avec l'Union européenne et les États-Unis, ainsi qu'à tout mettre en œuvre pour que l'Ukraine l'emporte sur la Russie et intègre l'UE. Il soutient également Taïwan face à la Chine,.
Il se prononce pour le mariage homosexuel en Tchéquie.

## Décorations

### Décorations tchèques
- Grand-croix de l'ordre du Lion blanc
- Première classe de l'ordre de Tomáš Garrigue Masaryk (en)

### Décorations étrangères
- Grand-croix de l'ordre de la Couronne ( Belgique, 2018)
- Commandeur de la Legion of Merit ( États-Unis, 2018)
- Commandeur de l'ordre national du Mérite ( France, 2016)
- Officier de la Légion d'honneur ( France, 2012)
- Croix de la Valeur militaire ( France, 1995)[18],[19]
- Première classe de l'ordre de la Double Croix Blanche ( Slovaquie, 2024) [20]